# Condado de Flagstaff
El condado de Flagstaff es un distrito municipal canadiense situado en la provincia de Alberta.

## Superficie
Flagstaff tiene una superficie de 3959,78 km².

## Demografía
En 2021, tenía 3694 habitantes, una densidad poblacional de 0,9 hab./km², y 1558 viviendas.